# Indocetus ramani
L'indoceto (Indocetus ramani) è un cetaceo estinto appartenente agli archeoceti. Visse nell'Eocene medio (circa 46 milioni di anni fa) e i suoi resti sono stati ritrovati in India e Pakistan.

## Descrizione
Questo animale è conosciuto principalmente per un teschio parziale, le ossa della pelvi e frammenti delle zampe posteriori. Queste ultime sono particolarmente grandi e presumibilmente erano pienamente funzionali sulla terraferma; la morfologia delle zampe ricorda molto quella dei mesonichidi terrestri come Pachyaena, simile a un lupo. L'aspetto di questo animale non è noto, ma dalla forma delle ossa sembra probabile che fosse molto simile a quello di Ambulocetus, anche se sono state proposte analogie con il più evoluto Protocetus.

## Stile di vita
I resti fossili di Indocetus sono stati descritti per la prima volta nel 1975 da Sahni e Mishra. Successivi ritrovamenti sono stati descritti da Gingerich, Raza, Afif, Anwar e Zhou nel 1993; il team di studiosi, a causa degli scarsi resti fossili, non è riuscito a determinare l'esatta morfologia delle articolazioni delle zampe posteriori, ma sembra probabile che Indocetus fosse in grado di muoversi sulla terraferma; i resti di questo animale sono stati ritrovati in depositi marini di acque basse, e si suppone che Indocetus vivesse nelle zone costiere dove cacciava pesci e altri animali marini, per poi ritornare sulla terraferma per riposare e dare alla luce i suoi piccoli.